# Grand Prix-wegrace der Naties 1972
De Grand Prix-wegrace der Naties 1972 was vierde race van wereldkampioenschap wegrace voor motorfietsen in het seizoen 1972. De races werden verreden op 21 mei 1972 op het
Autodromo Enzo e Dino Ferrari in Imola.

## Algemeen
De GP des Nations werd op Imola verreden, achteraf op het nippertje, want een veiligheidscommissie van de Italiaanse overheid keurde het circuit meteen erna af voor alle volgende auto- en motorraces vanwege een muurtje dat al jaren in een bocht stond.

## 500cc
Giacomo Agostini en Alberto Pagani startten in Imola nog op de driecilinder MV Agusta's, maar werden met enig gemak eerste en tweede. Jack Findlay lag met zijn Jada (Jack Findlay Daniele Fontana)-Suzuki lang op de derde plaats, maar zijn stroomverdeler brak en daardoor schoven de fabrieks-Ducati's van Bruno Spaggiari (derde) en Paul Smart (vierde) een plaatsje op.

### Uitslag 500cc
| Pos | Coureur          | Merk        | Tijd           | Punten         |
| --- | ---------------- | ----------- | -------------- | -------------- |
| 1   | Giacomo Agostini | MV Agusta   | 1h 08' 48" 4   | 15             |
| 2   | Alberto Pagani   | MV Agusta   | +1' 35" 8      | 12             |
| 3   | Bruno Spaggiari  | Ducati      | +1 ronde       | 10             |
| 4   | Paul Smart       | Ducati      | +2 ronden      | 8              |
| 5   | Bruno Kneubühler | Yamaha      | +2 ronden      | 6              |
| 6   | Klaus Huber      | Kawasaki    | +2 ronden      | 5              |
| 7   | Sergio Baroncini | Ducati      | +3 ronden      | 4              |
| 8   | Lothar John      | Yamaha      | +3 ronden      | 3              |
| 9   | Carlo Marelli    | Kawasaki    | +3 ronden      | 2              |
| DNF | Jack Findlay     | Jada-Suzuki | stroomverdeler | stroomverdeler |

## 350cc
Voor Imola had MV Agusta voor de zekerheid Phil Read ingehuurd om Giacomo Agostini te steunen. Read verremde zich in de race en maakte een flinke schuiver, maar werd toch nog vierde. Agostini won de race, maar de handen van de Italianen gingen op elkaar voor Renzo Pasolini met de luchtgekoelde en zuigergestuurde Aermacchi tweetakt. Pasolini had een slechte start gehad en kwam na de eerste ronde als tiende door, maar vocht zich door het hele veld naar de tweede plaats. Jarno Saarinen moest genoegen nemen met de derde positie.

### Uitslag 350cc
| Pos | Coureur          | Merk      | Tijd      | Punten |
| --- | ---------------- | --------- | --------- | ------ |
| 1   | Giacomo Agostini | MV Agusta | 51' 47" 4 | 15     |
| 2   | Renzo Pasolini   | Aermacchi | +37" 1    | 12     |
| 3   | Jarno Saarinen   | Yamaha    | +1' 03"   | 10     |
| 4   | Phil Read        | MV Agusta | +1' 38" 1 | 8      |
| 5   | Hideo Kanaya     | Yamaha    | +1 ronde  | 6      |
| 6   | Rodney Gould     | Yamaha    | +1 ronde  | 5      |
| 7   | Walter Villa     | Yamaha    |           | 4      |
| 8   | Dieter Braun     | Yamaha    |           | 3      |
| 9   | Walter Sommer    | Yamaha    |           | 2      |
| 10  | Werner Pfirter   | Yamaha    |           | 1      |

## 250cc
Na zijn goede prestatie in de 350cc race in Imola wist Renzo Pasolini met zijn vrij eenvoudige, luchtgekoelde Aermacchi de 250cc race te winnen. In de 16e ronde was hij zelfs gevallen, maar hij had toen al een voorsprong van 16 seconden op Rodney Gould en Jarno Saarinen. Bij de finish na 23 ronden had hij nog 4 seconden voorsprong op Gould, terwijl Saarinen derde werd.

### Uitslag 250cc
| Pos | Coureur               | Merk      | Tijd      | Punten |
| --- | --------------------- | --------- | --------- | ------ |
| 1   | Renzo Pasolini        | Aermacchi | 44' 00" 1 | 15     |
| 2   | Rodney Gould          | Yamaha    | +3" 9     | 12     |
| 3   | Jarno Saarinen        | Yamaha    | +7" 7     | 10     |
| 4   | Teuvo Länsivuori      | Yamaha    | +43" 8    | 8      |
| 5   | Silvio Grassetti      | MZ        | +47" 2    | 6      |
| 6   | John Dodds            | Yamaha    | +51" 9    | 5      |
| 7   | Luigi Anelli          | Yamaha    | +1' 39"   | 4      |
| 8   | Fosco Giansanti       | Yamaha    | +1' 51" 3 | 3      |
| 9   | Walter Sommer         | Yamaha    | +1 ronde  | 2      |
| 10  | Gianfranco Buffarello | Yamaha    | +1 ronde  | 1      |

## 125cc
In de 125cc race duelleerden Ángel Nieto en Gilberto Parlotti tot drie ronden voor het einde om de leiding. Toen viel Gilberto Parlotti nadat hij net het ronderecord had verbeterd. Toen kon Nieto rustig naar de finish rijden. Chas Mortimer werd tweede en Parlotti wist toch nog derde te worden.

### Uitslag 125cc
| Pos | Coureur            | Merk       | Tijd      | Punten |
| --- | ------------------ | ---------- | --------- | ------ |
| 1   | Ángel Nieto        | Derbi      | 38' 37" 2 | 15     |
| 2   | Chas Mortimer      | Yamaha     | +31" 7    | 12     |
| 3   | Gilberto Parlotti  | Morbidelli | +34" 5    | 10     |
| 4   | Börje Jansson      | Maico      | +52" 8    | 8      |
| 5   | Eugenio Lazzarini  | Maico      | +1' 52" 9 | 6      |
| 6   | Jürgen Lenk        | MZ         | +1 ronde  | 5      |
| 7   | Adriano Cocchi     | Yamaha     | +1 ronde  | 4      |
| 8   | Bernd Köhler       | MZ         | +1 ronde  | 3      |
| 9   | Luigi Rinaudo      | Binassi    | +1 ronde  | 2      |
| 10  | Lothar John        | Yamaha     | +1 ronde  | 1      |
| 11  | Seppo Kangasniemi  | Maico      | +1 ronde  |        |
| 12  | Ryszard Mankiewicz | MZ         | +2 ronden |        |

## 50cc
Bij de finish van de 50cc race in Imola kwam het tot een opmerkelijk incident. Jan Huberts, die door Jan de Vries en Ángel Nieto op een ronde was gereden, gaf Nieto na de race een klap. De reden zou zijn geweest dat hij gezien had hoe Nieto geprobeerd had de Vries van de baan te drukken. Journalisten kwamen daarna met een aantal versies van het gebeurde: De Vries zou schakelproblemen hebben gekregen waardoor Nieto tegen hem aan botste, Nieto zou Huberts als eerste geslagen hebben omdat die hem gehinderd zou hebben en de versie waarin Nieto bewust tegen de Vries zou zijn aangereden. In elk geval was bij de huldiging alles tussen de Vries en Nieto weer koek en ei. De race werd dus nipt gewonnen door Jan de Vries, met Ángel Nieto als tweede en Rudolf Kunz (Kreidler) als derde.

### Uitslag 50cc
| Pos | Coureur            | Merk              | Tijd      | Punten |
| --- | ------------------ | ----------------- | --------- | ------ |
| 1   | Jan de Vries       | Van Veen-Kreidler | 27' 23" 3 | 15     |
| 2   | Ángel Nieto        | Derbi             | +0" 3     | 12     |
| 3   | Rudolf Kunz        | Kreidler          | +1' 33" 2 | 10     |
| 4   | Otello Buscherini  | Malanca           | +2' 18" 5 | 8      |
| 5   | Jan Huberts        | Kreidler          | +1 ronde  | 6      |
| 6   | Alberto Ieva       | Malanca           | +1 ronde  | 5      |
| 7   | Hans-Jürgen Hummel | Kreidler          | +1 ronde  | 4      |
| 8   | Ermanno Giuliano   | Tomos             | +1 ronde  | 3      |
| 9   | Nigel Stone        | Jamathi           | +1 ronde  | 2      |
| 10  | Claudio Lusuardi   | Villa             | +1 ronde  | 1      |
| 11  | Ryszard Mankiewicz | Kreidler          | +1 ronde  |        |
| 12  | Zbyněk Havrda      | AHRA              | +1 ronde  |        |
| 13  | John Finch         | Jamathi           | +2 ronden |        |
| 14  | Michele Cannizzaro | Guazzoni          |           |        |

1922 · 1923 · 1924 · 1925 · 1926 · 1927 · 1928 · 1929 · 1930 · 1931 · 1932 · 1933 · 1934 · 1935 · 1936 · 1937 · 1938 · 1939 · 1947 · 1948 · 1949 · 1950 · 1951 · 1952 · 1953 · 1954 · 1955 · 1956 · 1957 · 1958 · 1959 · 1960 · 1961 · 1962 · 1963 · 1964 · 1965 · 1966 · 1967 · 1968 · 1969 · 1970 · 1971 · 1972 · 1973 · 1974 · 1975 · 1976 · 1977 · 1978 · 1979 · 1980 · 1981 · 1982 · 1983 · 1984 · 1985 · 1986 · 1987 · 1988 · 1989 · 1990